# Крузейро реал
Крузейро реал (порт. Cruzeiro real) — денежная единица Бразилии в 1993—1994 годах.

## История
Крузейро реал введён в обращение 1 августа 1993 года, сменив крузейро в соотношении: 1000 крузейро = 1 крузейро реал. Формально крузейро реал был равен 100 сентаво, однако денежные знаки в сентаво не выпускались.
В обращение были выпущены банкноты в 1000, 5000, 50 000 крузейро реал и стальные монеты в 5, 10, 50, 100 крузейро реал. Использовались также некоторые ранее выпущенные банкноты с надпечаткой нового номинала: 50 (на 50 000 крузейро), 100 (на 100 000 крузейро) и 500 крузейро реал (на 500 000 крузейро).
1 июля 1994 года введена новая денежная единица — бразильский реал. Обмен производился в соотношении: 2750 крузейро реал = 1 реал.